# Lycianthes jalicensis
Lycianthes jalicensis är en potatisväxtart som beskrevs av E. Dean. Lycianthes jalicensis ingår i Himmelsögonsläktet som ingår i familjen potatisväxter. Inga underarter finns listade i Catalogue of Life.